# Димитър Калъчлията
Димитър Калъчлията (по рождение: Димитър Стоянов Котев) е български войвода и хайдутин, роден в Торлак махле (дн. Загорци), Новозагорско. Хайдутувал през 40-те и 50-те години на 19 век. Повече от 12 години четата му обикаля из Одринско, Сливенско, Търновско, Шуменско, Варненско, из Добруджа, но свърталищата му са били Сливенският и Котленският балкан и Бакаджиците. Турците давали специална награда за главата му.
Отначало бил в четата на Бойчо войвода, а след това сам става войвода на чета, в която привлича и др. видни хайдути като Пейо Буюклията, Ж. Чернев, Г. Трънкин и пр. Той често пъти ходил при своя любим приятел и сподвижник Пейо Буюклията в хайдушкото скривалище край Батова Куюджук (дн. Дебрене, Добричко), и заедно са нападали турските кервани, пътуващи към Цариград. По време на Кримската война 1853 – 1856 подпомага руските войски в Североизточна България. След приключване на Кримската война в Сливен за окръжен управител е назначен Зеинил паша, който изпраща 500 низами /войници/ да търсят и заловят опасния хайдутин. По свои хора Калъчлията му изпраща следното послание: „Напращай низамите да се бъхтят на хаос, защото заплатите им само за цървули няма да стигнат.“
Тайно от местните турски власти добруджанското население изпраща до султана оплакване от разбойниците, поднесено в Цариград от специална делегация. Скоро в Русе пристига висшият турски чиновник Къбръзлъ Кючук Ахмед паша със специални пълномощия да се справи с разбойничеството. Пашата бързо разбира, че местната полиция е ортак на турските банди и първата му работа е да смени цялата полиция. След това за нула време се справя с разбойниците. По това време е заловен и Димитър Калъчлията. За властите в Цариград той също е разбойник. Още повече че след войната се обединява с турския хайдутин Солак Мустафа и двамата повеждат съвместна борба срещу официалната власт, която еднакво притеснява бедните българи и турци.
На разпитите Калъчлията се държи гордо. Обесен е в Русе в началото на 1861 година „по долни копринени дрехи“, както свидетелства Никола Обретенов. Към бесилката потегля с усмивка и се шегува с палачите, преди да му нахлузят въжето на шията..
Димитър Калъчлията е имал две дъщери, едната се е казвала Мария Стоянова Калъчлиева и е починала на 1 май 1939 година в Кермен. Отглежда своя племенник (син на сестра ѝ) – Минчо Стоянов Парушев (Ковачев). Има три внучки: Велка, Мария и Стоян.